# Morphine (band)
Morphine was een alternatieve-rockband uit Cambridge, Verenigde Staten, opgericht in 1989. De stichters van de band waren Mark Sandman en Dana Colley. In 1999 werd de band ontbonden nadat Sandman tijdens een optreden van Morphine in Palestrina, Italië, overleed aan een hartaanval.

## Muzikale stijl en ontwikkeling
Morphine combineerde blues- en jazzelementen met meer traditionele rockmuziek waardoor, mede door het niet-traditionele instrumentarium van het trio, een herkenbaar eigen geluid ontstond. Zo bespeelde Mark Sandman een tweesnarige slide-basgitaar en gebruikte hij voor opnames ook een zelfbedacht gitaarinstrument, de 'tritar', met twee gitaarsnaren en een bassnaar.  Dana Colley bespeelde verschillende saxofoons, waaronder een minder gebruikelijke bassaxofoon.
In eigen land werd Morphine voornamelijk door de indierockscene gewaardeerd, maar echt groot succes bleef uit, ondanks de in het algemeen goede kritieken. De band had in de begintijd een trouw lokaal publiek en ging sporadisch op tournee. Het uitbrengen van hun tweede album Cure for Pain maakte dat ze ook buiten New England een groot publiek kregen. Internationaal gezien kreeg de band vanaf 1993 groeiend succes en waardering, met name in Australië, Frankrijk, België, Nederland en Portugal.
Na de dood van Mark Sandman in 1999 formeerde Dana Colley met vrienden en collega's de band Orchestra Morphine als eerbetoon  en om geld te werven voor de Mark Sandman Music Education Fund.

## Discografie
Albums
- Good (1992)
- Cure for Pain (1993)
- Yes (1995)
- Like Swimming (1997)
- B-Sides and Otherwise (1997)
- The Night (2000)
- Bootleg Detroit - (2000)
- The Best of Morphine: 1992-1995 (2003)
- Sandbox: The Mark Sandman Box Set (2004)
- At Your Service (2009)

Singles
- Buena (1993)
- Thursday (1993)
- Cure for Pain (1994)
- Sharks (1994)
- Super Sex (1995)
- Honey White (1995)
- Early to Bed (1997)
- Murder for the Money (1997)
- Eleven O'Clock (1999)

## Hitnotaties

### Albums
| Album met hitnotering(en) in de Vlaamse Ultratop 200 albums | Datum van verschijnen | Datum van binnenkomst | Hoogste positie | Aantal weken | Opmerkingen |
| ----------------------------------------------------------- | --------------------- | --------------------- | --------------- | ------------ | ----------- |
| Cure for pain                                               | 1993                  | 14-09-1993            |                 | *            |             |
| Yes                                                         | 1995                  | 08-04-1995            | 16              | 21*          |             |
| Like Swimming                                               | 1997                  | 29-03-1997            | 22              | 3*           |             |
| Cure for pain                                               | 2013                  | 09-02-2013            | 103             | 1*           |             |